# Rödbandsriska
Rödbandsriska (Lactarius rubrocinctus) är en svampart som beskrevs av Fr. 1863. Rödbandsriska ingår i släktet riskor och familjen kremlor och riskor.  Arten är reproducerande i Sverige. Inga underarter finns listade i Catalogue of Life.

## Bildgalleri